# Oppidum Hrazany

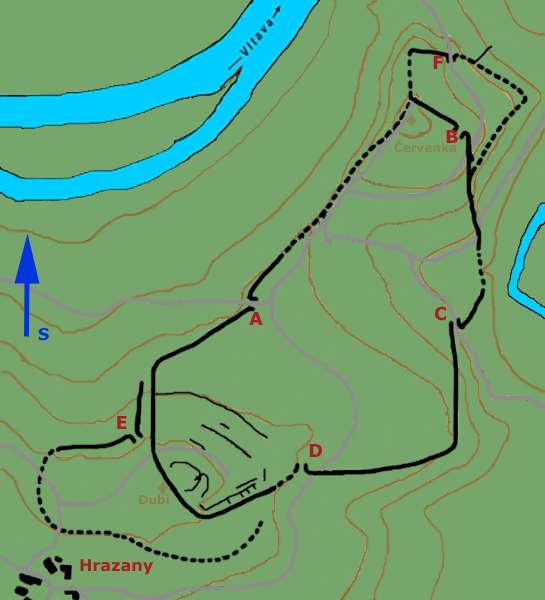
Skizze der Anlage

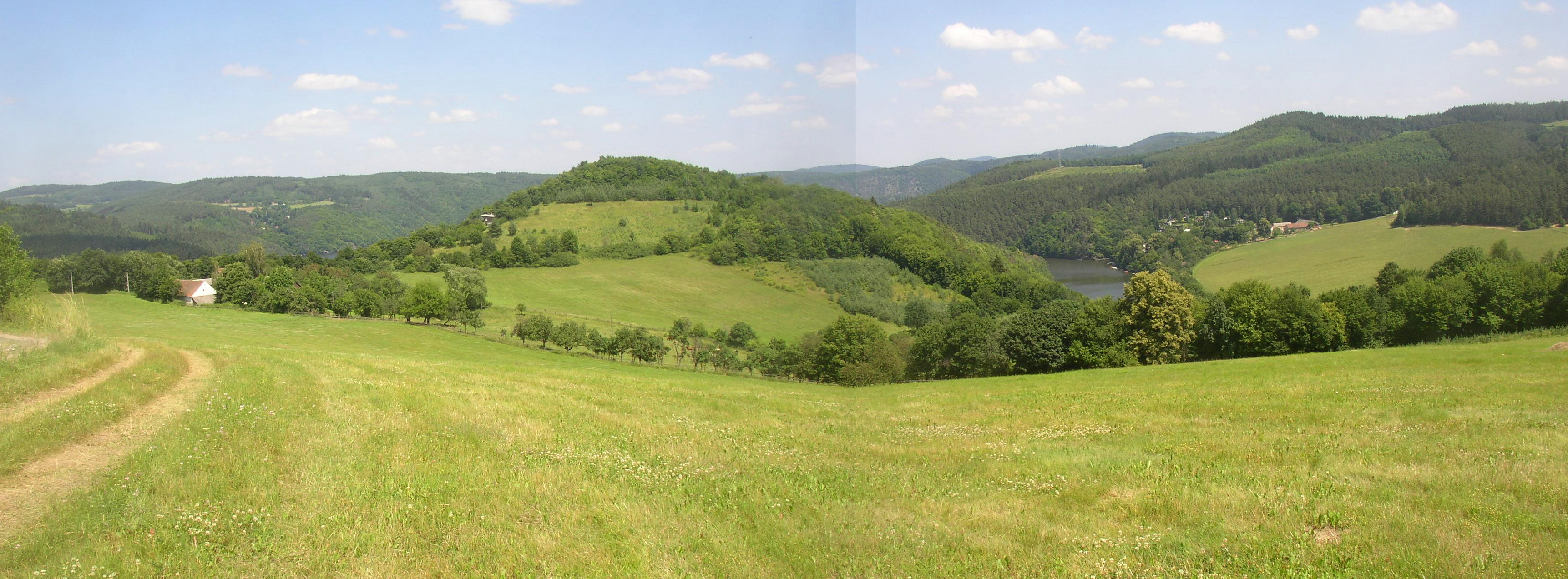
Panoramablick auf das Areal des Oppidum Hrazany

Das keltische Oppidum Hrazany liegt etwa zehn Kilometer nördlich des Ortes Sedlčany und etwa 30 Kilometer südlich des Oppidums Zavist nahe dem Fluss Moldau am Zusammenfluss mit dem Fluss Mastník in einer Höhe von bis zu 200 Metern über dem Talgrund. Es hat eine Fläche von knapp 40 Hektar und ist ein Glied in der Kette keltischer Oppida entlang der Moldau.

## Geschichte
In der Hochzeit der Befestigung ist eine Besiedlung durch den keltischen Stamm der Boier wahrscheinlich. Sporadische Spuren der Besiedlung des Platzes wurden aber auch aus der Altsteinzeit, Mittelsteinzeit und Kupfersteinzeit festgestellt. Auch aus dem Hochmittelalter (Festung Červenka) und der Neuzeit (Hussitenlager) gibt es Siedlungsspuren.
Die Befestigungsanlagen waren bereits seit dem 19. Jahrhundert bekannt, die vollständige Bedeutung wurde erst durch Ausgrabungen zwischen 1951 und 1963, die durch das Archäologische Institut Prag (ARÚ) der Tschechoslowakischen Akademie der Wissenschaften durchgeführt wurden, erkannt.

## Fernverkehr
Eine wichtige Nord-Süd-Verbindung verlief entlang der Moldau und der Höhensiedlungen Závist, Hrazany, Nevězice (bei Orlík) und Třísov (bei Krummau) durch den Böhmerwald und den Haselgraben bis zum Oppidum Gründberg im Linzer Donauraum.